# Moukoudouwa
Moukoudouwa (ou Moukoudoua) est une localité du Cameroun située dans l'arrondissement de Ndoukoula, le département du Diamaré et la région de l’Extrême-Nord. Elle fait partie du canton de Ouzal-Loulou.

## Population
En 1975, la localité comptait 191 habitants, des Guiziga.
Lors du recensement de 2005, on y a dénombré 539 personnes.